# Apassalus
- Commons
- Wikispecies

Apassalus Kobuski, segundo o Sistema APG II, é um gênero botânico da família Acanthaceae.
São nativas do sudeste dos Estados Unidos da América.

## Espécies
O gênero apresenta quatro espécies:
- Apassalus cubensis
- Apassalus diffusus
- Apassalus humistratus
- Apassalus parvulus

## Classificação do gênero
| Sistema | Classificação                       | Referência            |
| ------- | ----------------------------------- | --------------------- |
| APG II  | Ordem Lamiales, família Acanthaceae | APweb, versão 9, 2008 |